# Kalvholmen, Ingå
Kalvholmen är en ö i Finland. Den ligger i Finska viken och i kommunen Ingå i den ekonomiska regionen  Raseborg i landskapet Nyland, i den södra delen av landet. Ön ligger omkring 48 kilometer väster om Helsingfors.
Öns area är 1 hektar och dess största längd är 180 meter i öst-västlig riktning.